# Magnus de Saxonia
Magnus (n.c. 1045 – 23 august 1106, Ertheneburg), ultimul reprezentant al dinastiei Billungilor, a fost duce de Saxonia din anul 1072 până la moarte.
Magnus a fost fiul cel mare și succesorul ducelui Ordulf de Saxonia și al soției sale, Wulfhilda, prințesă a Norvegiei.

## Biografie
În 1070, înainte de a deveni duce de Saxonia, Magnus s-a alăturat ducelui de Bavaria, Otto de Nordheim, în revolta acestuia împotriva împăratului Henric al IV-lea din dinastia Saliană. 
În 1070 a sprijinit rebeliunea lui Otto de Northeim împotriva regelui Henric al IV-lea, fiind arestat după încheierea rebeliunii El nu a fost eliberat nici după moartea tatălui său, Ordulf, în 1072 deoarece a refuzat să-și cumpere eliberarea prin renunțarea la pretențiile sale la titlul de Duce. Abia după un schimb de prizonieri inițiat de unchiul său, contele Hermann, în timpul războiului saxon din 1073, a fost eliberat din închisoarea din Harzburg la 15 august 1073. Doar doi ani mai târziu, după victoria lui Henric al IV-lea în Bătălia de la Homburg an der Unstrut, Magnus a fost din nou închis. Eliberat în 1076, el a luptat alături de susținătorii antiregelui Rudolf de Rheinfelden în Bătălia de la Mellrichstadt (1078), unde și-a salvat cu greu viața. Mai târziu s-a împăcat cu Henric al IV-lea luptând chiar alături de armata regală împotriva slavilor. În 1093 l-a ajutat pe Henric de Alt-Lübeck, aliatul său, în bătălia de la Schmilau pentru a-și asigura puterea împotriva populației păgâne, care nu dorea nici să accepte creștinizarea, nici să plătească taxe conform legii.
Magnus a fost și un aprig dușman al arhiepiscopului de Bremen, Adalbert, a cărui reședință a atacat-o și devastat-o de mai multe ori.
Magnus a murit în 1106 (ca și Henric al IV-lea) fără a avea vreun fiu. Ducatul său a fost acordat lui Lothar de Supplinburg, viitorul împărat Lothar al III-lea, iar teritoriile sale au fost împărțite între cele două fiice ale sale, Wulfilda și Eilika, ajungând astfel în mâinile familiei Welfilor și familiei Ascanienilor.

## Căsătorie și descendenți
Magnus s-a căsătorit în 1070/1071 cu Sofia (d. 18 iunie 1095), fiica regelui Bela I al Ungariei și văduva lui Ulrich I de Weimar, margraf al Crainei și Istriei.
Din această căsătorie au rezultat două fiice:
- Wulfhilda (n. 1075 – d. 1126), căsătorită cu ducele Henric al IX-lea de Bavaria și
- Eilika (n. 1080 – d. 16 ianuarie 1142), căsătorită cu contele Otto de Ballenstedt.